# Urmo Raus
Pour les articles homonymes, voir Raus.
Urmo Raus (né le 27 février 1969) est un peintre et graveur estonien.

## Biographie
De 1989 à 1991, Raus étudie la peinture à l'Institut national d'art d'Estonie, puis il poursuit ses études en 1991 à l'École nationale supérieure des Beaux-Arts (ENSBA), d'où il obtient en 1996 son diplôme avec mention. La même année, la Fondation de l'ENSBA lui décerne le Prix de la gravure de la Fondation de l'ENSBA.
Les œuvres de Raus ont été exposées dans de nombreuses collections d'art privées et publiques, tant en Estonie qu’à l'étranger.
Outre la peinture et les arts graphiques, Raus a créé plusieurs projets de vitraux contemporains. Le plus connu d'entre eux est le vitrail de l'église Saint-Jean de Tartu, qui a par ailleurs été nommé la meilleure œuvre d'art monumentale de la décennie et a reçu de ce fait le prix Kristjan Raud en 2002. De 2000 à 2003, Raus a mené à bien divers projets : celui du vitrage, conçu et peint par lui-même, à l'église Saint-Laurent de Kuressaare, l’ensemble des fenêtres de la cantine de l'école secondaire des sciences de Tallinn, qui s’est vu décerner le premier prix du concours organisé par la ville de Tallinn, ainsi que les murs de verre contemporains de l'hôtel EVE à Viljandi. Ses projets de vitraux ont été exposés au Centre International du Vitrail à Chartres.
En plus d'être un artiste actif, Raus a publié des articles ainsi que des fictions dans diverses publications. Sa nouvelle Parnass, Pariis 1991-1993 a été publiée par Tammeraamat en 2020.
- En 1996, Prix de la Fondation de l'ENSBA, arts graphiques
- En 1997, Prix de la galerie Vaal Harpoon, prix de l'année
- En 1998, médaille Konrad Mägi , prix de l'année de la peinture estonienne remis par L'Union des Artistes Estoniennes
- En 2002, prix Kristjan Raud Prix de prix de l'année de l'art estonienne remis par L'Union des Artistes Estoniennes et de la ville de Tallinn (projet de vitrail à l'église Saint-Jean de Tartu), En 2003, Prix des Arts visuels et appliqués du Fonds culturel estonien (exposition personnelle à la Maison des Arts de Tallinn)

## Exposition collective
- Les passeurs de lumière, Centre international du vitrail, Chartres (2015)[1]